# Liste der größten Banken in Deutschland
Dies ist eine Liste der größten Banken in Deutschland.

## Rangfolge 2018
Die Rangfolge 2018 wurde aus den einzelnen Bilanzen der Banken erstellt, da keine frei verfügbare aktuellere Liste, z. B. vom Bankenverband als öffentliche Quelle vorhanden ist. Die Rangfolge richtet sich nach der Bilanzsumme. Aufgeführt sind auch der Sitz, die Anzahl der Mitarbeiter und die Anzahl der Geschäftsstellen. Die Zahlen sind in Milliarden Euro nach IFRS auf Konzernebene angegeben und beziehen sich auf das Geschäftsjahr 2018 mit Vorjahreswerten aus 2017.
| Rang | Name                              | Rechtsform                      | Hauptträger/-eigentümer                      | Hauptsitz           | Bilanzsumme (Mrd. €,IFRS) 2018 | Vorjahr (2017) | Beschäftigte | Geschäfts- stellen |
| ---- | --------------------------------- | ------------------------------- | -------------------------------------------- | ------------------- | ------------------------------ | -------------- | ------------ | ------------------ |
| 1.   | Deutsche Bank                     | Aktiengesellschaft              | Streubesitz                                  | Frankfurt am Main   | 1.348                          | 1.475          | 91.737       | 2.064              |
| 2.   | DZ Bank                           | Aktiengesellschaft              | Genossenschaftsbanken                        | Frankfurt am Main   | 518                            | 505            | 31.896       | ??                 |
| 3.   | KfW                               | Anstalt des öffentlichen Rechts | Bundesrepublik Deutschland                   | Frankfurt am Main   | 485                            | 472            | 6.376        | 80                 |
| 4.   | Commerzbank                       | Aktiengesellschaft              | Streubesitz                                  | Frankfurt am Main   | 462                            | 452            | 49.410       | 800                |
| 5.   | Unicredit Bank                    | Aktiengesellschaft              | Unicredit                                    | München             | 286                            | 299            | 12.252       | 503                |
| 6.   | Landesbank Baden-Württemberg      | Anstalt des öffentlichen Rechts | Sparkassenverband Baden-Württemberg          | Stuttgart           | 241                            | 237            | 10.017       | ??                 |
| 7.   | Bayerische Landesbank             | Anstalt des öffentlichen Rechts | Freistaat Bayern                             | München             | 220                            | 214            | 7.703        | ??                 |
| 8.   | ING                               | Aktiengesellschaft              | ING Groep                                    | Frankfurt am Main   | 171                            | 162            | 4.790        | ??                 |
| 9.   | Landesbank Hessen-Thüringen       | Anstalt des öffentlichen Rechts | Sparkassen- und Giroverband Hessen-Thüringen | Frankfurt am Main   | 162                            | 158            | 6.074        | ??                 |
| 10.  | Norddeutsche Landesbank           | Anstalt des öffentlichen Rechts | Land Niedersachsen                           | Hannover            | 154                            | 165            | 6.109        | 91                 |
| 11.  | NRW.Bank                          | Anstalt des öffentlichen Rechts | Land Nordrhein-Westfalen                     | Düsseldorf, Münster | 149                            | 147            | 1.397        | 2                  |
| 12.  | DekaBank Deutsche Girozentrale    | Anstalt des öffentlichen Rechts | Deutscher Sparkassen- und Giroverband        | Frankfurt am Main   | 100                            | 93             | 4.716        | ??                 |
| 13.  | Landwirtschaftliche Rentenbank    | Anstalt des öffentlichen Rechts | Bundesrepublik Deutschland                   | Frankfurt am Main   | 90(HGB)                        | 90(HGB)        | 304          | 0                  |
| 14.  | Volkswagen Bank                   | GmbH                            | Volkswagen AG                                | Braunschweig        | 83                             | 78             | 3.454        | ??                 |
| 15.  | L-Bank                            | Anstalt des öffentlichen Rechts | Land Baden-Württemberg                       | Karlsruhe           | 69(HGB)                        | 70(HGB)        | 1.277        | 0                  |
| 16.  | Deutsche Pfandbriefbank           | Aktiengesellschaft              | Streubesitz                                  | Unterschleißheim    | 57                             | 58             | 750          | ??                 |
| 17.  | Hamburg Commercial Bank           | Aktiengesellschaft              | Cerberus Capital Management                  | Hamburg             | 55                             | 70             | 1.716        | ??                 |
| 18.  | Deutsche Apotheker- und Ärztebank | Eingetragene Genossenschaft     |                                              | Düsseldorf          | 45                             | 41             | 2.523        | 83                 |
| 19.  | Santander Consumer Bank           | Aktiengesellschaft              | Banco Santander                              | Mönchengladbach     | 43                             | 42             | 3.401        | 210                |
| 20.  | Landesbank Berlin                 | Aktiengesellschaft              | Deutscher Sparkassen- und Giroverband        | Berlin              | 43                             | 44             | 3.210        | ??                 |

Im Vergleich zur 2016er Liste: Die Postbank ist in den Konzernzahlen der Deutschen Bank enthalten, die Deutsche Kreditbank in denen der Bayerischen Landesbank, die Bausparkasse Schwäbisch Hall in denen der DZ Bank. Die HSH Nordbank wurde 2018 privatisiert und änderte ihren Namen in Hamburg Commercial Bank.

## Rangfolge 2016
Die Rangfolge 2016 richtet sich nach der jährlich vom Bankenverband veröffentlichten Liste der größten Banken nach Bilanzsumme. Aufgeführt sind auch der Sitz, die Anzahl der Mitarbeiter und die Anzahl der Geschäftsstellen. Die Zahlen sind in Milliarden Euro angegeben und beziehen sich auf das Geschäftsjahr 2016 mit Vorjahreswerten aus 2015.
| Rang | Name                           | Rechtsform                            | Hauptsitz                 | Bilanzsumme (Mrd. €) | Vorjahr (2015) | Beschäftigte | Geschäfts- stellen |
| ---- | ------------------------------ | ------------------------------------- | ------------------------- | -------------------- | -------------- | ------------ | ------------------ |
| 1.   | Deutsche Bank                  | Aktiengesellschaft                    | Frankfurt am Main         | 1.591                | 1.629          | 99.744       | 2.656              |
| 2.   | DZ Bank                        | Aktiengesellschaft                    | Frankfurt am Main         | 509                  | 509            | 29.341       | 17                 |
| 3.   | KfW                            | Anstalt des öffentlichen Rechts       | Frankfurt am Main         | 507                  | 507            | 5.944        | 1                  |
| 4.   | Commerzbank                    | Aktiengesellschaft                    | Frankfurt am Main         | 480                  | 480            | 49.941       | 1.000              |
| 5.   | Unicredit Bank                 | Aktiengesellschaft                    | München                   | 302                  | 300            | 14.748       | 579                |
| 6.   | Landesbank Baden-Württemberg   | Anstalt des öffentlichen Rechts       | Stuttgart                 | 244                  | 234            | 10.839       | 180                |
| 7.   | Bayerische Landesbank          | Anstalt des öffentlichen Rechts       | München                   | 212                  | 216            | 7.133        | 8                  |
| 8.   | Norddeutsche Landesbank        | Anstalt des öffentlichen Rechts       | Hannover                  | 175                  | 181            | 6.427        | 19                 |
| 9.   | Landesbank Hessen-Thüringen    | Anstalt des öffentlichen Rechts       | Frankfurt am Main, Erfurt | 175                  | 172            | 6.086        | 15                 |
| 10.  | ING-DiBa                       | Aktiengesellschaft                    | Frankfurt am Main         | 158                  | 144            | 3.938        | 4                  |
| 11.  | Postbank                       | Aktiengesellschaft                    | Bonn                      | 147                  | 151            | 18.112       | 1.043              |
| 12.  | NRW.Bank                       | Anstalt des öffentlichen Rechts       | Düsseldorf, Münster       | 142                  | 141            | 1.309        | 2                  |
| 13.  | Landwirtschaftliche Rentenbank | Anstalt des öffentlichen Rechts       | Frankfurt am Main         | 95                   | 93             | 269          | 1                  |
| 14.  | DekaBank Deutsche Girozentrale | Anstalt des öffentlichen Rechts       | Frankfurt am Main         | 86                   | 108            | 4.556        | 1                  |
| 15.  | HSH Nordbank                   | Aktiengesellschaft                    | Hamburg, Kiel             | 84                   | 97             | 2.164        | 13                 |
| 16.  | Deutsche Kreditbank            | Aktiengesellschaft                    | Berlin                    | 77                   | 76             | 3.032        | 17                 |
| 17.  | L-Bank                         | Anstalt des öffentlichen Rechts       | Karlsruhe                 | 75                   | 73             | 1.236        | 2                  |
| 18.  | Bausparkasse Schwäbisch Hall   | Aktiengesellschaft                    | Schwäbisch Hall           | 66                   | 65             | 3.186        | 1                  |
| 19.  | Deutsche Pfandbriefbank        | Aktiengesellschaft                    | Unterschleißheim          | 63                   | 67             | 785          | 10                 |
| 20.  | Volkswagen Bank                | Gesellschaft mit beschränkter Haftung | Braunschweig              | 56                   | 49             |              |                    |